# Gustave Bourassa
Pour les articles homonymes, voir Bourassa.
 (novembre 2009).
Si vous disposez d'ouvrages ou d'articles de référence ou si vous connaissez des sites web de qualité traitant du thème abordé ici, merci de compléter l'article en donnant les références utiles à sa vérifiabilité et en les liant à la section « Notes et références ».
Gustave Bourassa (15 juin 1860 - 20 novembre 1904), qui fut plusieurs années secrétaire de l'Université Laval à Montréal et mourut curé de Saint-Louis de France, est né à Montebello, aujourd'hui dans la MRC de Papineau, le 15 juin 1860. 
Son père, Napoléon Bourassa, dont la famille était d'origine poitevine en France et de descendance acadienne au Canada, est l'artiste et l'écrivain, bien connu à qui l'on doit de beaux livres et de belles œuvres architecturales et picturales. Par sa mère, née Azélie Papineau, l'abbé Gustave était le petit-fils de Louis-Joseph Papineau, tribun et homme politique québécois. 
Son unique frère est son cadet de huit ans, M. Henri Bourassa, député de Labelle. C'est au manoir des Papineau que le futur abbé est venu au monde, à Montebello, en 1860. 
Les années de l'enfance et de la jeunesse de l'abbé Bourassa s'écoulèrent à Montréal, où il étudia à l'école du Plateau et au collège de Montréal. Après une année de philosophie à Québec, il revint à Montréal pour sa deuxième année et pour son temps de grand séminaire. Un moment, il pensa à se faire jésuite et il passa quelques mois au noviciat de Sault-au-Récollet. Définitivement, il décida bientôt de se donner au clergé séculier, et il fut ordonné prêtre catholique, le 11 août 1884, par Mgr Fabre, dans la chapelle Notre-Dame de Lourdes, que son père, Napoléon Bourassa, venait de décorer. Aussitôt après son ordination, il se rend  en compagnie de sa sœur Augustine à Rome pour parfaire ses études. Il y vécut trois ans, au séminaire français de Santa Chiara, en suivant les cours du Collège romain, où il conquit son titre de docteur en droit canonique.
De retour à Montréal, il fut d'abord un an (1888-1889) secrétaire de l'Université Laval, dont le vice-recteur d'alors, l'abbé Marcoux, était un prêtre du séminaire de Québec. C'était l'année même du décret pontifical de février 1889 et avant l'arrivée, l'été suivant, du vice-recteur Proulx à l'Université. De 1889 à 1894, l'abbé Bourassa exerça les fonctions de vicaire à l'église Saint-Joseph de la rue Richmond. En 1894-1895, il fut assistant de l'abbé Verreau, principal à l'Ecole normale Jacques-Cartier. Retourné en Europe en 1895, il voyagea et suivit entre-temps des cours de littérature à l'Institut catholique et à la Sorbonne de Paris. 
À l'automne de 1896, revenu à Montréal, il fut de nouveau nommé secrétaire de l'Université Laval, et il occupa ce haut poste huit ans, de 1896 à 1904, sous le vice-rectorat de Mgr Racicot et sous celui de Mgr Archambeault. En avril 1904, il devenait enfin curé de Saint-Louis de France. Et c'est là qu'il mourut, à la suite d'un banal accident, le 20 novembre de la même année, à 44 ans.
Docteur en droit de Rome, docteur ès-lettres de Québec, doyen de la faculté des lettres de Montréal, membre de la Société royale du Canada et de plusieurs autres sociétés savantes
Alors qu'il était secrétaire de l'Université, et aussi quand il fut devenu curé de Saint-Louis de France, M. Bourassa s'occupa, de la communauté naissante des Sœurs de l'Immaculée-Conception, fondée en juin 1902, à Notre-Dame-des-Neiges, à Montréal par Mère Marie du Saint-Esprit (née Marie-Délia Tétreault). 
L'abbé Bourassa a laissé, dans plusieurs revues, la Revue canadienne par exemple, ou dans des opuscules détachés, nombre d'études ou d'articles, supérieurement écrits, très personnels, curieux et intéressants, sur Mgr Bourget, sur Mère Gamelin, sur Chauveau, ou sur les fables de La Fontaine, sur l'hôtel Rembouillet, sur Montalembert. Son volume de Conférences et Discours compte, avec ceux du juge Routhier, de Mgr Paul-Eugène Roy et de M. le sénateur Chapais parmi les meilleurs du genre à avoir été produits au Canada.